# Franco Zuculini
Franco Zuculini (né le 5 septembre 1990 à La Rioja) est un footballeur international argentin. Son frère Bruno est lui aussi footballeur professionnel et évolue actuellement à River Plate.

## Biographie
À son arrivée du Racing, il a du mal à s'imposer dans l'équipe première d'Hoffenheim et n'a joué que 7 matchs pour un but dans toute la saison. En juillet 2010, il est prêté avec option d'achat au Genoa CFC.
Fin mai 2012, il résilie son contrat avec Hoffenheim et est donc libre de s'engager où il le désire.